# Observation d'Antananarivo
 (mars 2009).
Si vous disposez d'ouvrages ou d'articles de référence ou si vous connaissez des sites web de qualité traitant du thème abordé ici, merci de compléter l'article en donnant les références utiles à sa vérifiabilité et en les liant à la section « Notes et références ».
L'observation d'Antananarivo, en 1954 à Madagascar, est l'une des observations d'ovni les plus énigmatiques, ayant été vue par des centaines de témoins au-dessus d'une grande ville.
Le 16 août 1954, vers 17 h, une boule de lumière verte est vue tomber du ciel, avant de disparaitre vers une colline. Environ une minute plus tard, l'objet réapparaît, survolant les hauteurs d'Antananarivo, avant de survoler l'avenue de la Libération (l'une des grandes artères de la ville) devant des centaines de témoins, à moins de cent mètres du sol, le tout sans aucun bruit. Les habitants remarquèrent que l'ovni provoquait des pannes d'électricité dans les zones survolées, et que les animaux domestiques étaient paniqués. Après cela, l'engin s'éloigna. Il fut vu quelques minutes plus tard à 150 km au Nord, où il provoqua une panique dans un troupeau de bétail. 
Parmi les témoins, figurait Edmond Campagnac, directeur technique d'Air France à Antananarivo et pilote. Il estimera la taille de cette boule à quarante mètres de diamètre et sa vitesse à environ 400 km/h. Certains témoins diront, par ailleurs, avoir vu un objet métallique suivre cette boule. Certains à l'époque envisagèrent l'hypothèse d'un engin soviétique secret, qui fut cependant vite rejetée. Aucune autre explication rationnelle n'a été avancée depuis et l'affaire en est restée au même point. Ce cas est régulièrement cité par les ufologues partisans de l'hypothèse extraterrestre comme étant l'un des plus mystérieux. L'hypothèse du prototype[Quoi ?] est quant à elle rejetée en raison de la date de l'événement, et l'hypothèse sociopsychologique est très contestée, du fait des centaines de témoins,.
Ce cas motiva Charles de Gaulle à envisager, quelques années plus tard, la création d'un organisme officiel français d'étude des ovnis, projet qui ne fut réalisé qu'en 1977 avec la création du GEPAN.
Par ailleurs, en 1999, ce cas fut cité en exemple dans le Rapport COMETA.